# Tân Lập, Tây Ninh
Tân Lập là một xã thuộc tỉnh Tây Ninh, Việt Nam.

## Địa lý
Xã Tân Lập nằm ở phía bắc huyện Tân Biên, có vị trí địa lý:
- Phía đông giáp huyện Tân Châu và các xã Thạnh Bắc, Thạnh Bình
- Phía tây giáp Campuchia và xã Tân Bình
- Phía nam giáp xã Thạnh Tây và xã Tân Bình
- Phía bắc giáp Campuchia.

Xã Tân Lập có diện tích 170,29 km², dân số năm 2019 là 10.841 người, mật độ dân số đạt 64 người/km².

## Hành chính
Xã Tân Lập được chia thành 5 ấp: Tân Đông 1, Tân Đông 2, Tân Hòa, Tân Tiến, Tân Khai.